# Valiatrella bimaculata
Valiatrella bimaculata är en insektsart som först beskrevs av Lucien Chopard 1928.  Valiatrella bimaculata ingår i släktet Valiatrella och familjen syrsor. Inga underarter finns listade i Catalogue of Life.